# جيري آدمز
جيرارد آدامز (من مواليد 6 أكتوبر 1948-)، سياسي جمهوري أيرلندي، كان رئيس حزب شين فين بين 13 نوفمبر 1983 و10 فبراير 2018، وكان نائب دييل لدائرة لاوث الانتخابية البرلمانية من 2011 إلى 2020. اتبع سياسة الامتناع عن التصويت من عام 1983 إلى عام 1992 ومن عام 1997 إلى عام 2011 بصفته عضوًا في البرلمان البريطاني عن دائرة بلفاست الغربية الانتخابية.

## دخوله المعترك السياسي
يروى عنه أنه انضم إلى الجيش الجمهوري الأيرلندي العام 1966 وهو مراهق، وهو ما لم يؤكده أو ينفيه. غدا رمزاً أساسياً في تطور سياسة الجمهوريين في أيرلندا في الثمانينات والتسعينات، فمنذ العام 1979 برز كقائد سياسي أوحد لحزب 'الشين فين'، إذ ابتدع إستراتيجية 'الطريق المزدوج'، التي تقوم على أن المطالب السياسية لا تتحقق بالعنف وحده بل بالنضال السياسي أيضاً.
كان أحد القادة الأربعة الكبار في الجيش؛ ولذلك كانت بريطانيا تنقله بطائرة خاصة من سجنه في مطلع السبعينات للتفاوض، إذ سجن لعام واحد بين 1971 و1972.

## أنجازاته
انتخب رئيساً للحزب العام 1983 واتخذ قراره التاريخي بوقف مقاطعة الحزب للبرلمان الأيرلندي منذ عقود؛ ولذلك انتخب عدة مرات عضواً في البرلمان. ساهم من خلال النضال السياسي في عدة إعلانات لوقف إطلاق النار بين الأطراف المتنازعة، بل كان ممن ساهموا في توقيع اتفاق الجمعة العظيمة بتاريخ 10 أبريل 1998 والذي نص على قيام مجلس وحكومة مشتركة، ونزع أسلحة الميليشيات. بفضل قيادته، بعد العام 2001 غدا «الشين فين» أقوى حزب قومي في أيرلندا الشمالية، بل ووصل عدد أعضائه المنتخبين في مجلس العموم إلى أربعة، ما دفع المحللين إلى التحذير من تخضير الغرب (أي العاصمة)، بعد أن 'خضروا' الشمال (أي أيرلندا الشمالية)، فاللون الأخضر هو لون شعار الحزب.
خروجه
وفي اليوم الموافق للعاشر من فبراير للعام 2018 سلم مقاليد القيادة لنائبته  ماري لو ماكدونالد وذلك في مؤتمر خاص بالحزب وذلك بعد 34 عام.

## روابط خارجية
- جيري آدمز على موقع IMDb (الإنجليزية)
- جيري آدمز على موقع الموسوعة البريطانية (الإنجليزية)
- جيري آدمز على موقع مونزينجر (الألمانية)
- جيري آدمز على موقع إن إن دي بي (الإنجليزية)
- جيري آدمز على موقع قاعدة بيانات الفيلم (الإنجليزية)